# Maximilian Schuecker
Maximilian Schuecker (* 1. Jänner 1998 in Mödling) ist ein österreichischer Basketballspieler.

## Laufbahn
Schuecker spielte für den Wiener Verein D.C. Timberwolves in der zweiten Bundesliga, ehe er 2015 zu den Oberwart Gunners in die Bundesliga ging. Nach drei Jahren im Burgenland wechselte er zur Saison 2018/19 an die Montana State University in die Vereinigten Staaten. Er stand im Laufe des Spieljahres 2018/19 in zwölf Begegnungen für die Hochschulmannschaft auf dem Feld und kam auf Mittelwerte von 0,7 Punkten sowie 0,3 Rebounds je Einsatz. In Folge eines Trainerwechsels hatte Schuecker bei Montana State einen schweren Stand. Er beendete seinen Auslandsaufenthalt anschließend und wechselte in der Sommerpause 2019 nach Oberwart zurück.

### Nationalmannschaft
Mit den Auswahlmannschaften seines Heimatlandes nahm Schuecker an B-Europameisterschaften der Altersklassen U16 und U18 teil.